# Jason Koumas
Jason Koumas, né le 25 septembre 1979 à Wrexham au pays de Galles, est footballeur international gallois. Il jouait au poste de milieu offensif.

## Biographie

### En club
Né  à Wrexham au pays de Galles, Jason Koumas fait ses débuts en professionnel avec Tranmere Rovers lors de la saison 1998-1999 et devient un des meilleurs joueurs de la troisième division anglaise et un espoir de l'équipe nationale galloise.
À la fin de la saison 2001-2002, West Bromwich Albion (Les Baggies), qui vient d'être promue en première division, recrute Koumas pour 2,25 millions de livres et le joueur gallois termine la saison auréolé du titre de joueur de la saison pour WBA. Les Baggies sont pourtant relégués en 2e division après une saison en Premier League, mais les Baggies, ainsi que Koumas, remontent la saison suivante. Koumas n'avait plus vraiment sa place dans l'équipe lors de la saison 2004-2005, après l'arrivée de l'entraîneur Bryan Robson. Ancien joueur emblématique de Manchester United, Robson n'est pas satisfait de l'attitude de Koumas et place le joueur sur la liste des transferts.
Lors de la saison 2005-2006, Koumas est prêté à Cardiff City, où il inscrit 13 buts en 44 matchs. Dave Jones, l'entraîneur des Bluebirds, tente de le faire signer mais ne parvient pas à un accord avec West Bromwich Albion. Koumas rentre dans son club propriétaire et, sous la direction du nouvel entraîneur Tony Mowbray, obtient une place de titulaire, au point qu'à l'issue de la saison 2006-2007, il est nommé joueur de la saison de 2e division.
En juillet 2007, Wigan Athletic le recrute pour 5,3 millions de livres (environ 8 millions d'euros).
Le 6 août 2010, il est à nouveau prêté à Cardiff City. Même s'il est peu utilisé par Dave Jones, il se fait remarquer le 9 avril 2011 en inscrivant 2 buts en 6 minutes lors de la rencontre Doncaster Rovers, dont un dans les arrêts de jeu, donnant la victoire aux Bluebirds tenus en échec jusqu'à la 90e minute.
Le 2 août 2013 il rejoint Tranmere Rovers.

### En sélection
Koumas est le fils d'un armateur chypriote, et pouvait donc joueur pour le pays de Galles ou pour Chypre. Koumas a choisi le pays de Galles, et a fait ses débuts pour les Dragons en 2001 lors d'un match contre l'Ukraine. Koumas a marqué, au 3 août 2007, 6 buts en 22 rencontres, et est l'un des piliers de l'équipe actuelle de John Toshack.

## Vie privée
Jason Koumas est le père de Lewis Koumas, lui aussi footballeur international gallois.

## Statistiques
| Saison      | Club                 | Pays           | Championnat         | Coupes nationales | Sélection Pays de Galles                    |
| ----------- | -------------------- | -------------- | ------------------- | ----------------- | ------------------------------------------- |
| 1998 - 1999 | Tranmere Rovers      | Championship   | 23 matchs / 3 buts  | 4 matchs / 1 but  | -                                           |
| 1999 - 2000 | Tranmere Rovers      | Championship   | 23 matchs / 2 buts  | 6 matchs          | -                                           |
| 2000 - 2001 | Tranmere Rovers      | Championship   | 39 matchs / 10 buts | 8 matchs / 1 but  | -                                           |
| 2001 - 2002 | Tranmere Rovers      | League One     | 38 matchs / 9 buts  | 4 matchs / 4 buts | 1 match + 1 match amical                    |
| 2002 - 2003 | Tranmere Rovers      | League One     | 4 matchs / 2 buts   | -                 | -                                           |
| 2002 - 2003 | West Bromwich Albion | Premier League | 32 matchs / 4 buts  | 3 matchs          | 2 matchs amicaux                            |
| 2003 - 2004 | West Bromwich Albion | Championship   | 42 matchs / 10 buts | 4 matchs          | 4 matchs + 1 match amical / 1 but           |
| 2004 - 2005 | West Bromwich Albion | Premier League | 10 matchs           | 3 matchs          | 4 matchs + 1 match amical                   |
| 2005 - 2006 | Cardiff City         | Championship   | 44 matchs / 12 buts | 3 matchs / 1 but  | 2 matchs + 1 match amical                   |
| 2006 - 2007 | West Bromwich Albion | Championship   | 42 matchs / 9 buts  | 5 matchs          | 4 matchs / 2 buts + 1 match amical          |
| 2007 - 2008 | Wigan                | Premier League | 30 matchs / 1 but   | 3 matchs          | 2 matchs / 2 buts + 1 match amical / 2 buts |
| 2008 - 2009 | Wigan                | Premier League | 16 matchs           | 2 matchs          | 1 match + 1 match amical / 1 but            |
| 2009 - 2010 | Wigan                | Premier League | 8 matchs / 1 but    | 2 matchs          | -                                           |
| 2010 - 2011 | Cardiff City         | Championship   | 25 matchs / 2 buts  | 2 matchs          | -                                           |

Dernière mise à jour : 17 mai 2011

## Palmarès
- Nommé en Équipe de la saison division 2 en 2003-04, 2005-06 et 2006-07
- 34 sélections (10 buts) pour le Pays de Galles